# دستي رايت
دستي رايت (بالإنجليزية: Dusty Wright)‏ هو موسيقي وصحفي أمريكي، ولد في 2 يوليو 1957.

## وصلات خارجية
- دستي رايت على موقع IMDb (الإنجليزية)